# Алгебраическая теория чисел
Алгебраическая теория чисел — раздел теории чисел, основная задача которого — изучение свойств целых элементов числовых полей.
В алгебраической теории чисел понятие числа расширяется, в качестве алгебраических чисел рассматривают корни многочленов с рациональными коэффициентами. При этом аналогом целых чисел выступают целые алгебраические числа, то есть корни унитарных многочленов с целыми коэффициентами. В отличие от целых чисел в кольце целых алгебраических чисел не обязательно выполняется свойство факториальности, то есть единственности разложения на простые множители.
Теория алгебраических чисел обязана своим появлением изучению диофантовых уравнений и в том числе попыткам доказать великую теорему Ферма. Куммеру принадлежит равенство
{\displaystyle x^{n}=z^{n}-y^{n}=\prod _{i=1}^{n}(z-a_{i}y)}, где {\displaystyle a_{i}} — корни степени {\displaystyle n} из единицы.
Таким образом Куммер определил новые целые числа вида {\displaystyle z+a_{i}y}. Позднее Лиувилль показал, что если алгебраическое число является корнем уравнения степени {\displaystyle n}, то к нему нельзя подойти ближе чем на {\displaystyle Q^{-n}}, приближаясь дробями вида {\displaystyle P/Q}, где {\displaystyle P} и {\displaystyle Q} — целые взаимно простые числа.
После определения алгебраических и трансцендентных чисел в алгебраической теории чисел выделилось направление, которое занимается доказательством трансцендентности конкретных чисел, и направление, которое занимается алгебраическими числами и изучает степень их приближения рациональными и алгебраическими.
Алгебраическая теория чисел включает в себя такие разделы, как теорию дивизоров, теорию Галуа, теорию полей классов, дзета- и L-функции Дирихле, когомологии групп и многое другое.
Одним из основных приёмов является вложение поля алгебраических чисел в своё пополнение по какой-то из метрик — архимедовой (например, в поле вещественных или комплексных чисел) или неархимедовой (например, в поле p-адических чисел).